# 罗什布吕讷 (德龙省)
罗什布吕讷（法語：Rochebrune，法語發音：[ʁɔʃbʁyn]）是法国德龙省的一个市镇，属于尼永斯区。

## 地理
罗什布吕讷（44°20'13"N, 5°14'44"E）面积16.15 平方千米，位于法国奥弗涅-罗讷-阿尔卑斯大区德龙省，该省份为法国东南部内陆省份，北起顺时针与伊泽尔省、上阿尔卑斯省、上普罗旺斯阿尔卑斯省、沃克吕兹省和阿尔代什省接壤。
与罗什布吕讷接壤的市镇（或旧市镇、城区）包括：阿尔帕翁、博瓦桑、贝尼韦-奥隆、比莱巴罗尼、蒙托略、圣雅勒。

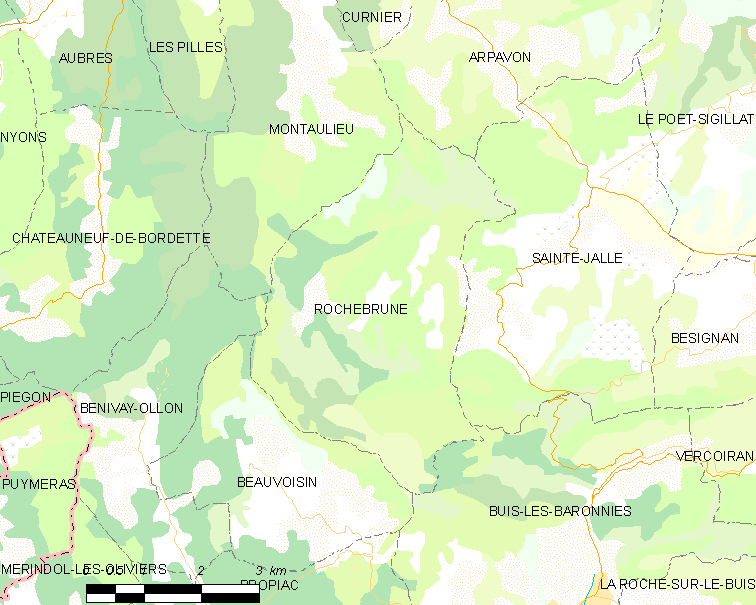
的OSM定位图

罗什布吕讷的时区为UTC+01:00、UTC+02:00（夏令时）。

## 行政
罗什布吕讷的邮政编码为26110，INSEE市镇编码为26269。

## 政治
罗什布吕讷所属的省级选区为尼永斯-巴罗尼县。

## 人口

1962-2008年间人口变化图示

罗什布吕讷于2022年1月1日时的人口数量为52人。